# 삼지닥나무
삼지닥나무(Edgeworthia chrysantha)는 낙엽이 지는 활엽관목으로서, 높이는 2m 가량이다. 삼지닥나무라는 이름은 가지가 세 갈래로 나뉜다는 뜻에서 유래된 것이다. 잎은 10cm 정도 되는 긴 피침형으로 어긋나며 질이 얇다. 꽃은 황색으로 잎이 나기 전인 이른봄에 잎겨드랑이로부터 아래로 향하여 공 모양의 두상꽃차례를 이루면서 달린다. 한편, 각각의 꽃은 길이가 1cm 정도의 긴 통 모양으로 끝은 4갈래지고, 안쪽은 등황색이며 바깥쪽에는 흰 털이 빽빽하게 나 있다. 수술은 8개인데, 그 중 4개는 꽃받침통 위쪽에 붙어 꽃밥이 통 밖으로 뻗어나오게 된다. 중국이 원산지로 주로 따뜻한 곳에서 자라며, 한국에서는 제주도 등지에 분포하고 있다. 나무껍질은 예전부터 종이를 만드는 원료로 사용되어 왔다.